# Vera Alentova
Vera Valentinovna Alentova (în rusă Вера Валентиновна Алентова; n. 21 februarie 1942, Kotlas, RSFS Rusă, URSS) este o actriță sovietică și rusă renumită pentru rolul principal din filmul Moscova nu crede în lacrimi. A fost onorată ca Artistă a Poporului din Federația Rusă (în 1992). Vera este laureată a Premiul de Stat al Uniunii Sovietice (1981) și a Premiului de Stat al Fraților Vasiliev al RSFSR (1986).

## Biografie
Vera Alentova s-a născut la 21 februarie 1942 în orașul Kotlas din regiunea Arhangelsk, în familia actorilor Valentin Mihailovici Bikov și Irina Nikolaevna Alentova. A fost numită în onoarea bunicii ei din partea mamei, care a murit la vârsta de douăzeci și opt de ani. Bunicul actriței a absolvit Universitatea de Stat din Tomsk și a lucrat ca medic, bunica ei a absolvit cursurile Bestujev (în rusă: Бестужевские курсы). Tatăl Verei a murit când ea avea vârsta de patru ani, după aceea mama ei a dus-o în Republica Sovietică Socialistă Ucraineană.
A venit la Moscova în 1961, unde a intrat la Școala de Teatru de Artă din Moscova (la cursul lui Vasili Petrovici Markov). În timpul celui de-al doilea an, Alentova s-a căsătorit cu Vladimir Menșov, care studia, de asemenea, actorie la aceeași școală de teatru. Vera și-a terminat studiile în 1965, după care a devenit actriță a Teatrului Dramatic Pușkin din Moscova. În același an a debutat în cinema cu filmul Zile de zbor (Дни лётные).
Actrița a apărut într-un rol principal ca Nastia în miniserialul din 1975 O viață atât de scurtă și lungă (Такая короткая долгая жизнь), care a avut ca subiect viața familiilor sovietice obișnuite.
În 1979, Alentova a jucat în popularul film dramatic de dragoste Moscova nu crede în lacrimi, regizat de soțul ei Vladimir Menșov. Acesta a câștigat Premiul Oscar pentru cel mai bun film străin în 1981. În film, ea a interpretat-o pe Katia Tihomirova, o muncitoare la o fabrică care ajunge directoare de companie.
Vera Alentova a interpretat-o pe profesoara/directorea școlii Valendra în filmul din 1987 Mâine a fost război  (Завтра была война) de Iuri Kara⁠(d).
Alentova a jucat în alte două producții regizate de soțul ei, Vladimir Menșov — Ce mizerie! sau Șîrli - Mîrli (Ширли-мырли, 1995) și Invidia zeilor (Зависть богов, 2000).
Din 2009, ea a lucrat împreună cu soțul ei, Vladimir Menșov, la un atelier de actorie și regie de la Institutul de Cinematografie „Gherasimov”.

## Viață personală
Vera Alentova s-a căsătorit cu regizorul Vladimir Menșov în 1962. Au o fiică, Iulia Menșova.

## Premii
- Premiul de Stat al Uniunii Sovietice (1981) pentru rolul din „Moscova nu crede în lacrimi”
- Artist Onorat al RSFSR (1982)
- Premiul de Stat al Fraților Vasiliev al RSFSR (1986)
- Artist Popular al Rusiei (1992)
- Ordinul Prieteniei (2001)
- Artistul Poporului din Rusia
- Ordinul de Onoare (Rusia)

## Filmografie
- 1966 Zile de zbor (Дни лётные) - Lidia Fyodorovna
- 1967 Roșul și albul - asistentă
- 1979 Moscova nu crede în lacrimi - Katerina Tikhomirova
- 1987 Mâine a fost război  (Завтра была война)- Valentina Andronovna
- 1995 Ce mizerie! - Carol Abzats, Zemfira Almazova, Lusiena Krolikova și Whitney Crolikow
- 2000 Invidia zeilor (Зависть богов) - Sonia